# Schweizer Unihockeymeisterschaft 1983/84

## Vorgeschichte
Zwischen 1973 und 1979 entwickelte der Berner Sportlehrer «Hurti» Wiedmer eine Hallenhockeyart, die er damals während der Turnstunden mit seinen Schülern spielte. 1980 schrieb er ein erstes Unihockeyturnier in der Zeitung aus, das grossen Anklang fand und in der Hochschulsportanlage Zürich-Fluntern ausgetragen wurde. Wiedmer bezeichnete das Spiel damals als Hallenhockey, fand aber später zum heute noch gültigen Namen Unihockey. Im Folgejahr wurde erfolgreich ein zweites Turnier in Zürich-Fluntern ausgetragen und während dieses Anlasses die Organisation Unihockey Federation Suisse ins Leben gerufen. Ebenfalls im Jahr 1981 entstand mit der Gründung des HC Stein der erste offizielle Unihockeyclub in der Schweiz. Ein Meilenstein war das Jahr 1982, als durch den Schweizerischen Landhockeyverband (SLHV) die Untersektion Unihockey gegründet wurde, die das Ziel hatte, für den noch relativ neuen Unihockeysport in der Schweiz eine Nationalliga A und eine Nationalliga B aufzubauen und eine offizielle Schweizer Meisterschaft durchzuführen. Ein offizielles Regelwerk wurde erstellt und zwischen Februar und Mai 1983 wurde ein Qualifikationsturnier für die neue Nationalliga A bestritten. Die besten zehn Mannschaften dieses Turniers qualifizierten sich für die erste offizielle Meisterschaft 1983/84 der Nationalliga A im Unihockey. Ein Jahr später, in der Saison 1984/85, startete die Nationalliga B ihren Spielbetrieb.

## Meisterschaft
Am 6. November 1983 begann mit der Spielsaison 1983/1984 in Greifensee die erste offizielle Schweizer Meisterschaft der Nationalliga A im Unihockey. Nach Schweden, das in der Saison 1982/83 die erste offizielle Landesmeisterschaft durchführte, ist die Schweizerische Unihockey-Meisterschaft von 1983/84 die zweitälteste Unihockey-Meisterschaft der Welt. In dieser Gründungsphase war Zürich noch die unbestrittene Hochburg des neuen Unihockeysports in der Schweiz. So stammten praktisch alle Unihockey-Vereine der Nationalliga A der Saison 1983/84 aus dem Grossraum Zürich.

## Mannschaften der NLA im Unihockey der Saison 1983/84

Erster Schweizer Meister 1984, UHC Urdorf, oben: Ruedi Schärer, Raymond Vogel, Roger Diethelm, Jürg Schärer, Marcel Scacchi unten: Igor Beltrami, Marcel Kägi, Bruno Schärer, Hanspeter Kunz, Christoph Gubser

Die folgenden zehn Mannschaften nahmen an der ersten offiziellen Schweizer Meisterschaft 1983/84 der NLA im Unihockey teil:
- UHC Urdorf
- UHC Giants-Kloten
- UHC Dietlikon
- UHC Elch Wangen-Brüttisellen
- HC Rychenberg Winterthur
- UHC Grün-Weiss Zürich
- UHC Höngg
- UHT LC Dübendorf
- HC Stein
- GC Hard-Sticks

## Modus
Zwischen November 1983 und März 1984 wurden an sechs Meisterschaftsrunden je drei Spiele pro Meisterschaftsrunde bestritten. Die Meisterschaft wurde an drei verschiedenen Spielorten ausgetragen. Die Spiele, die damals noch auf dem Kleinfeld mit einem Torhüter und drei Feldspieler durchgeführt wurden, dauerten 2 × 20 Minuten. Während eines Matches durften maximal acht Spieler zum Einsatz gebracht werden. Schweizer Meister wurde diejenige Mannschaft, die nach 6 Meisterschaftsrunden die höchste Punktzahl aufweisen konnte. Bei Punktegleichstand zählte das bessere Torverhältnis aus der Direktbegegnung. Die beiden letztplatzierten Mannschaften der NLA stiegen jeweils in die NLB ab und wurden durch die beiden Erstplatzierten der NLB ersetzt. Die beiden Aufsteiger in die NLA im Jahr 1984 waren das UHT Zäziwil und der UHC Kloten, während der GC Hard-Sticks und der UHC Höngg den Abstieg antreten mussten.

## Letzte Meisterschaftsrunde
Die letzte Meisterschaftsrunde der Saison 1983/1984 fand am 11. März 1984 in der Sportanlage Greifensee statt. Der UHC Urdorf ging mit einem Vorsprung von zwei Punkten auf den zweitplatzierten UHC Giants-Kloten als klarer Favorit in die letzte Meisterschaftsrunde. Doch war die Mannschaft, dessen Spielkader damals nur aus zehn Spielern bestand, an diesem letzten Spieltag der Meisterschaft stark geschwächt. Ein Spieler lag mit einer Blinddarmentzündung im Spital, ein weiterer Spieler war durch eine Grippe geschwächt und ein dritter Spieler der Urdorfer Mannschaft war durch eine Verletzung, die er sich in der vorhergehenden Spielrunde zugezogen hatte, nur bedingt einsatzfähig. Trotzdem konnte der UHC Urdorf sein erstes Spiel mit einem 10:8-Sieg über den UHC Giants-Kloten für sich entscheiden und den Vorsprung auf den Zweitplatzierten auf vier Punkte erhöhen. Mit nur einem Punkt aus dem nächsten Spiel hätten sich der UHC Urdorf also den Titel des Schweizer Meisters sichern können. Doch verloren die Urdorfer die zweite Begegnung gegen den drittplatzierten UHC Grün-Weiss Zürich mit einer bitteren 3:8-Niederlage.

## Resultate der Endrunde
| Datum         |            | Ergebnis | !Spielort                                         |
| ------------- | ---------- | -------- | ------------------------------------------------- |
| 11. März 1984 | UHC Urdorf | 10:8     | UHC Giants-Kloten \|Sportanlage Greifensee ZH     |
| 11. März 1984 | UHC Urdorf | 3:8      | UHC Grün-Weiss Zürich \|Sportanlage Greifensee ZH |
| 11. März 1984 | UHC Urdorf | 3:3      | UHT LC Dübendorf \|Sportanlage Greifensee ZH      |

## Erster Schweizer Meister der NLA
Dies führte dazu, dass vor dem allerletzten Spiel der Meisterschaftsrunde der UHC Urdorf, der UHC Giants-Kloten sowie der UHC Grün-Weiss Zürich punktemässig gleichauf lagen. Da jedoch dieses letzte Spiel durch den UHC Urdorf gegen das UHT LC Dübendorf bestritten wurde, konnten die Urdorfer als einzige dieser drei Mannschaften noch aus eigener Kraft die Meisterschaft für sich entscheiden. Und mit einem 3:3-Unentschieden gegen den überraschend starken UHT LC Dübendorf und den äusserst lautstark den Gegner unterstützenden Anhänger der beiden zweitplatzierten Mannschaften gelang dies den Urdorfern. Am 11. März 1984 wurde der UHC Urdorf nach 18 Meisterschaftsspielen und einem spannenden Finale in der Sportanlage Greifensee der erste Schweizer Meister in der Geschichte der Nationalliga A im Unihockey.

## Spielerkader
Das Spielerkader des UHC Urdorf bestand in der Saison 1983/84 aus den folgenden Spielern:
| Nummer: | Position:   | Name:            | Jahrgang: | Nationalität: | Im Spielerkader seit: |
| ------- | ----------- | ---------------- | --------- | ------------- | --------------------- |
| 1       | 1. Goalie   | Bruno Schärer    | 1959      | Schweiz       | 1982                  |
| 2       | 2. Goalie   | Marcel Kägi      | 1966      | Schweiz       | 1983                  |
| 5       | Feldspieler | Ruedi Schärer    | 1958      | Schweiz       | 1982                  |
| 6       | Feldspieler | Christoph Gubser | 1967      | Schweiz       | 1983                  |
| 7       | Feldspieler | Marcel Scacchi   | 1963      | Schweiz       | 1982                  |
| 8       | Feldspieler | Igor Beltrami    | 1965      | Italien       | 1982                  |
| 9       | Feldspieler | Hanspeter Kunz   | 1963      | Schweiz       | 1983                  |
| 10      | Feldspieler | Jürg Schärer     | 1964      | Schweiz       | 1982                  |
| 11      | Feldspieler | Raymond Vogel    | 1963      | Schweiz       | 1982                  |
| 12      | Feldspieler | Roger Diethelm   | 1964      | Schweiz       | 1982                  |

## Quelle
Limmat-Zeitung vom 12. März 1984